# Pesem Evrovizije 2004
Izbor za Pesem Evrovizije 2004 je bil 49. po vrsti in je potekal 12. maja (polfinalna prireditev) in 15. maja (finale) v Carigradu v Turčiji. Z 280 točkami v finalu je zmagala ukrajinska pevka Ruslana Ližičko  s pesmijo Wild Dances. Zanimivo je, da je Ukrajina leta 2004 nastopila na Evroviziji šele drugič. Prvič je bil uporabljen logotip, kjer se v napisu Evrovision namesto črke V pojavlja zastava države gostiteljice v obliki srca. Ta logotip je bil splošno sprejet tudi za nadaljnje izbore. Geslo izbora se je glasilo Pod istim nebom (Under The Same Sky), ki poudarja pomembnost združene Evrope, kamor sodi tudi Turčija.
Prvič je izbor potekal v dveh delih; polfinalni večer v sredo in finale sledečo soboto. Neposredno v finale se po pravilih uvrsti 10 najboljših predstavnikov izbora predhodnjega leta ter štirje veliki: Združeno kraljestvo, Francija, Španija in Nemčija (te 4 države prispevajo največji finančni delež).  Andora, Albanija in Belorusija so na izboru prvič nastopile, Srbija in Črna gora pa se je vrnila po 12 letih (vendar je tedaj nastopala pod nazivom Zvezna republika Jugoslavija). Monako je nastopil zopet po 25-letnem premoru. Vse države udeleženke so bile upravičene do glasovanja na polfinalni in finalni prireditvi. Prvič so se vse države poslužile telefonskega glasovanja. Francija, Poljska in Rusija niso glasovale v polfinalu, saj niso predvajale polfinalnega tekmovanja po televiziji. 
Med finalno prireditvijo je na odru nastopila tudi Sertab s pesmima  Everyway That I Can (zmagovalna pesem Evrovizije 2003) in Leave. Sertab je tudi intervjuvala nastopajoče glasbenike v tako imenovani zeleni sobi. 
Izdana je bila uradna zgoščenka z vsemi pesmimi, ki so nastopile na izboru in prvič je izšel tudi DVD, na katerem je posneta celotna prireditev.
Z glasovanjem v polfinalu sta imela težave Hrvaška in Monako. V Monaku je zatajila programska oprema za štetje telefonskih glasov, na Hrvaškem pa so težave nastopile pri štetju glasov, podanih preko kratkih sporočil. Zato sta obe državi po koncu prireditve objavili pravilno podane glasove, ki pa niso spremenili seznam držav, ki so se uvrstile v finale.
- Željko Joksimović med izvajanjem skladbe Lane moje
- Ruslana med izvajanjem skladbe Wild Dances

## Finalni izbor
Mastno zapisane države so se uvrstile neposredno v finale prihodnje leto.
| #  | Država               | Jezik                    | Izvajalec         | Skladba                   | Uvrstitev | Število točk |
| -- | -------------------- | ------------------------ | ----------------- | ------------------------- | --------- | ------------ |
| 1  | Španija              | angleščina               | Ramón             | Para llenarme de ti       | 10        | 87           |
| 2  | Avstrija             | nemščina                 | Tie Break         | Du bist                   | 21        | 9            |
| 3  | Norveška             | angleščina               | Knut Anders Sørum | High                      | 24        | 3            |
| 4  | Francija             | francoščina              | Jonatan Cerrada   | A Chaque Pas              | 15        | 40           |
| 5  | Srbija in Črna gora  | srbščina                 | Željko Joksimović | Lane Moje                 | 2         | 263          |
| 6  | Malta                | angleščina               | Julie & Ludwig    | On Again... Off Again     | 12        | 50           |
| 7  | Nizozemska           | angleščina               | Re-union          | Without You               | 20        | 11           |
| 8  | Nemčija              | angleščina, turščina     | Max               | Can't Wait Until Tonight  | 8         | 93           |
| 9  | Albanija             | angleščina               | Anjeza Shahini    | The Image Of You          | 7         | 106          |
| 10 | Ukrajina             | angleščina, ukrajinščina | Ruslana           | Wild Dances               | 1         | 280          |
| 11 | Hrvaška              | angleščina               | Ivan Mikulić      | You Are The Only One      | 13        | 50           |
| 12 | Bosna in Hercegovina | angleščina               | Deen              | In The Disco              | 9         | 91           |
| 13 | Belgija              | angleščina               | Xandee            | 1 Life                    | 22        | 17           |
| 14 | Rusija               | angleščina               | Julija Savičeva   | Believe Me                | 11        | 67           |
| 15 | Makedonija           | angleščina               | Toše Proeski      | Life                      | 14        | 71           |
| 16 | Grčija               | angleščina               | Sakis Rouvas      | Shake It                  | 3         | 252          |
| 17 | Islandija            | angleščina               | Jónsi             | Heaven                    | 19        | 16           |
| 18 | Irska                | angleščina               | Chris Doran       | If My World Stops Turning | 22        | 7            |
| 19 | Poljska              | angleščina               | Blue Café         | Love Song                 | 17        | 27           |
| 20 | Združeno kraljestvo  | angleščina               | James Fox         | Hold on to our Love       | 16        | 29           |
| 21 | Ciper                | angleščina               | Lisa Andreas      | Stronger Every Minute     | 5         | 170          |
| 22 | Turčija              | angleščina               | Athena            | For Real                  | 4         | 195          |
| 23 | Romunija             | angleščina               | Sanda             | I Admit                   | 18        | 18           |
| 24 | Švedska              | angleščina               | Lena Philipsson   | It Hurts                  | 6         | 170          |

## Polfinalni izbor
Mastno zapisane države so se uvrstile neposredno v finale prihodnje leto.
| #  | Država               | Jezik                    | Izvajalec               | Skladba                       | Uvrstitev | Število točk |
| -- | -------------------- | ------------------------ | ----------------------- | ----------------------------- | --------- | ------------ |
| 1  | Finska               | angleščina               | Jari Sillanpää          | Takes 2 to Tango              | 14        | 51           |
| 2  | Belorusija           | angleščina               | Aleksandra & Konstantin | My Gallileo                   | 19        | 10           |
| 3  | Švica                | angleščina               | Piero & The Musicstars  | Celebrate                     | 22        | 0            |
| 4  | Latvija              | latvijščina              | Fomins & Kleins         | Dziesma Par Laimi             | 17        | 23           |
| 5  | Izrael               | angleščina, hebrejščina  | David D'or              | To Believe                    | 11        | 57           |
| 6  | Andora               | katalonščina             | Marta Roure             | Jugarem a estimar-nos         | 18        | 12           |
| 7  | Portugalska          | portugalščina            | Sofia Vitória           | Foi Magia                     | 15        | 38           |
| 8  | Malta                | angleščina               | Julie & Ludwig          | On Again... Off Again         | 8         | 74           |
| 9  | Monako               | francoščina              | Maryon                  | Notre planète                 | 20        | 10           |
| 10 | Grčija               | angleščina               | Sakis Rouvas            | Shake It                      | 3         | 238          |
| 11 | Ukrajina             | angleščina, ukrajinščina | Ruslana                 | Wild Dances                   | 2         | 256          |
| 12 | Litva                | angleščina               | Linas & Simona          | What's Happened to Your Love? | 16        | 26           |
| 13 | Albanija             | angleščina               | Anjeza Shahini          | The Image Of You              | 4         | 167          |
| 14 | Ciper                | angleščina               | Lisa Andreas            | Stronger Every Minute         | 5         | 149          |
| 15 | Makedonija           | angleščina               | Toše Proeski            | Life                          | 10        | 71           |
| 16 | Slovenija            | angleščina               | Duo Platin              | Stay Forever                  | 21        | 5            |
| 17 | Estonija             | estonščina               | Neiokõsõ                | Tii                           | 12        | 57           |
| 18 | Hrvaška              | angleščina               | Ivan Mikulić            | You Are The Only One          | 9         | 72           |
| 19 | Danska               | angleščina               | Tomas Thordarson        | Shame On You                  | 13        | 56           |
| 20 | Srbija in Črna gora  | srbščina                 | Željko Joksimović       | Lane Moje                     | 1         | 263          |
| 21 | Bosna in Hercegovina | angleščina               | Deen                    | In The Disco                  | 7         | 133          |
| 22 | Nizozemska           | angleščina               | Re-union                | Without You                   | 6         | 146          |